# Cinnamomum lampongum
Cinnamomum lampongum är en lagerväxtart som beskrevs av Friedrich Anton Wilhelm Miquel. Cinnamomum lampongum ingår i släktet Cinnamomum och familjen lagerväxter. Inga underarter finns listade i Catalogue of Life.